# Francesco Demuro
Francesco Demuro (Porto Torres, 6 gennaio 1978) è un cantante e tenore italiano.
È stato un rappresentante del Cantu a chiterra e dal 2007 ha intrapreso la carriera di cantante lirico. Ha insegnato canto tradizionale sardo alla Scuola Civica di Musica a Porto Torres.

## La carriera

### Cantu a chiterra
Francesco Demuro inizia giovanissimo a esibirsi in pubblico con un quartetto chiamato “Mini Cantadores”, composto da quattro bambini in età compresa fra i 10 e i 14 anni. Verso la fine degli anni novanta raggiunge una grande notorietà  fra gli amatori del canto sardo, di cui è considerato uno degli interpreti più rappresentativi.
Nel 2003, insieme a Maria Luisa Congiu, realizza la sigla di "Sardegna Canta", programma dedicato al folklore della emittente sarda Videolina.

### Opera lirica
Nel 2004, mentre continua a esibirsi nelle piazze come cantadore, esordisce nell'opera lirica nel coro dell'Associazione Corale Luigi Canepa in un'edizione de Il trovatore al Teatro Verdi di Sassari.
Dal 2003 al 2004 studia al Conservatorio di Sassari e successivamente al Conservatorio di Cagliari, dove ha come maestra di canto Elisabetta Scano; nel 2007 fa il suo esordio come protagonista al Teatro Regio di Parma col ruolo di Rodolfo in Luisa Miller.
Sempre a Parma, nel 2008 si esibisce al Festival Verdi come Duca di Mantova in Rigoletto; in seguito appare a Dresda, Hong Kong, al Teatro Regio di Torino in Simon Boccanegra, ad Atene, a Bari e a Sassari ne La bohème.
Nel 2009, debutta al Teatro Filarmonico di Verona ne L'elisir d'amore e, l'anno successivo, alla Scala di Milano. Nello stesso anno debutta negli Stati Uniti come Alfredo ne La traviata alla McCaw Hall Opera House di Seattle..
Nel 2010 al Teatro Suntory Hall di Tokyo si esibisce in Così fan tutte, canta in Lucia di Lammermoor ad Amburgo, ne La traviata e in Der Rosenkavalier a Dresda e alla Wiener Staatsoper. Interpreta nuovamente Rodolfo a Detroit, Maria Stuarda alla Wiener Staatsoper, L'elisir d'amore ad Atene e una nuova produzione di Rigoletto al Wiener Festwochen.
Nell'estate del 2011 interpreta Alfredo all'Arena di Verona, dove riceve recensioni entusiastiche. 
Lo stesso anno debutta a Londra alla Royal Opera House in Gianni Schicchi, diretto da Antonio Pappano. Nel 2013 al Teatro Filarmonico di Verona interpreta Ernesto in Don Pasquale, opera inaugurale della stagione.
Debutta al Metropolitan Opera di New York nel novembre 2014 come Rodolfo ne La bohème e vi ritorna l'11 dicembre come Alfredo ne La traviata, riscuotendo un clamoroso successo. Sempre nel novembre 2014 interpreta ancora La traviata al Teatro Lirico di Cagliari, facendo il suo esordio nel maggior teatro della sua regione.

## Repertorio
| Ruolo               | Titolo                    | Autore    |
| ------------------- | ------------------------- | --------- |
| Chapelou            | Le postillon de Lonjumeau | Adam      |
| Tebaldo             | I Capuleti e i Montecchi  | Bellini   |
| Elvino              | La sonnambula             | Bellini   |
| Pollione            | Norma                     | Bellini   |
| Orombello           | Beatrice di Tenda         | Bellini   |
| Arturo Talbo        | I puritani                | Bellini   |
| Nadir               | Les pêcheurs de perles    | Bizet     |
| Don José            | Carmen                    | Bizet     |
| Jason               | Médée                     | Cherubini |
| Nemorino            | L'elisir d'amore          | Donizetti |
| Roberto Leicester   | Maria Stuarda             | Donizetti |
| Edgardo Ravenswood  | Lucia di Lammermoor       | Donizetti |
| Roberto Devereux    | Roberto Devereux          | Donizetti |
| Carlo di Sirval     | Linda di Chamounix        | Donizetti |
| Ernesto             | Don Pasquale              | Donizetti |
| Don Ruiz di Padilla | Maria Padilla             | Donizetti |
| Faust               | Faust                     | Gounod    |
| Roméo               | Roméo et Juliette         | Gounod    |
| Werther             | Werther                   | Massenet  |
| Don Ottavio         | Don Giovanni              | Mozart    |
| Ferrando            | Così fan tutte            | Mozart    |
| Rodolfo             | La bohème                 | Puccini   |
| Rinuccio            | Gianni Schicchi           | Puccini   |
| Cantante italiano   | Der Rosenkavalier         | Strauss   |
| Foresto             | Attila                    | Verdi     |
| Macduff             | Macbeth                   | Verdi     |
| Rodolfo             | Luisa Miller              | Verdi     |
| Duca di Mantova     | Rigoletto                 | Verdi     |
| Alfredo Germont     | La traviata               | Verdi     |
| Gabriele Adorno     | Simon Boccanegra          | Verdi     |
| Cassio              | Otello                    | Verdi     |
| Fenton              | Falstaff                  | Verdi     |

## Discografia
- Cantos a Kiterra, Amiata Records, 1996
- Manzaniles, 2001
- Boghes de Sardigna 2 vv, 2003
- De seda e de oro, Zentenoa, 2004
- Cantu a Chiterra, 2007
- Chentu Cantones, 2007
- Sa dispedita, 2007 accompagnato alla chitarra da Nino Manca
- Canzoni italiane e napoletane, Tokyo Live 2011 Francesco Demuro accompagnato al piano da James Vaughan.

## DVD
- Verdi: Luisa Miller: [DVD] 2008, Live at the Teatro Verdi, Sassari in December 2007 Performer: Rachele Stanisci (Luisa), Francesco Demuro (Rodolfo), Alberto Gazale (Miller), Antonio De Gobbi (Count Walter), Sarah Maria Punga (Federica), Paola Spissu (Laura), Associazione Corale Luigi Canepa.
- Verdi: Rigoletto, Teatro regio di Parma, 2008. Francesco Demuro, Leo Nucci, Nino Machaidze. Rigoletto [Blu-ray] [DVD].
- Puccini: Il Trittico DVD (The Royal Opera), Antonio Pappano, (Gianni Schicchi) interpreters Ekaterina Siurina, Lucio Gallo e Francesco Demuro, 2011.
- Verdi: La Traviata, Arena di Verona 2011, Francesco Demuro, Ermonela Jaho, Vladimir Stoyanov.